# Pisaboa
Pisaboa là một chi nhện trong họ Pholcidae.

## Các loài
Các loài trong chi này gồm:
- Pisaboa estrecha Huber, 2000
- Pisaboa laldea Huber, 2000
- Pisaboa mapiri Huber, 2000
- Pisaboa silvae Huber, 2000